# Reial Societat Econòmica d'Amics del País de València
La Reial Societat Econòmica d'Amics del País de València (RSEAPV) és una entitat nascuda en el context del reformisme il·lustrat europeu. És un club d'estudi i debat sobre la situació del país i les possibilitats de fomentar-ne el desenvolupament econòmic a partir de les idees de la Il·lustració.
Amb el nom complet de Real Sociedad Económica de Amigos del País de Valencia y su Reino fou fundada el 1776 pel monarca Carles III d'Espanya, seguint a altres Societats d'Amics del País que la van precedir, com la Societat Bascongada d'Amics del País (1765) i la Reial Societat Econòmica Matritense d'Amics del País. En els primers anys, els membres pertanyien als estaments nobiliari i eclesiàstic.
L'any 1777 es van redactar unes primeres constitucions o regles internes de la Societat. En 1778 s'envià l'esborrany dels estatuts al Consell de Castella. En 1785 s'aprovaren i publicaren els estatuts.
La societat protagonitzà la difusió del coneixement agronòmic al País Valencià a principis del segle xix. A mitjans del segle xix destacaren els seus esforços per impulsar la indústria sedera, així com per introduir nous cultius a l'agricultura, molts provinents d'Amèrica. Pel que fa la citricultura, va començar a impulsar-la a partir de 1845, quan el Comte de Ripalda introdueix uns empelts de mandarí, i a partir de 1849 se centra en assumptes referents a l'exportació de fruita i a l'aclimatació de noves varietats. Tot i el paper secundari de la societat en la consolidació del cultiu de la Taronja al País Valencià, l'impuls o la participació en determinades activitats de foment va repercutir positivament en la consolidació de l'agricultura al País Valencià.
Els fets més rellevants de la Societat són la creació de la primera càtedra d'Agricultura en 1818; la participació a través del Marquès de Campo de la primera línia de ferrocarril a València en 1850; la creació en 1878 de la Caixa d'Estalvis i Mont de Pietat de València, (posteriorment Bancaixa), la del Jardí Botànic de València, la creació de l'Institut Taquigràfic en 1881 i l'organització de l'Exposició Regional Valenciana en 1867 i 1883. També publicaren un butlletí enciclopèdic amb informes sobre els premis i exposicions anuals, i es feia un balanç agrícola.
El primer director de la RSEAPV va ser el Comte de Castrillo i Orgaz, i el director actual és Francisco Oltra Climent.
Alguns personatges il·lustres que van formar part de la Societat foren Vicent Boix, Ciril Amorós, José Campo Pérez (Marquès de Campo), Antoni Josep Cavanilles, Juan Navarro Reverter, Mariano de Cabrerizo, Gregori Maians i Francesc Pérez Bayer.
Les activitats més destacables de la Societat són les conferències, homenatges i publicacions. Han impartit conferències Juan Luis Cebrián, Ignacio Ramonet, Manuel Marín, Fernando Morán López, Marcelino Oreja Aguirre, Eduard Punset, Victoria Prego i moltes altres persones il·lustres.
La Biblioteca i l'Arxiu de la Societat tenen una important col·lecció d'obres i documents del segle xviii, destacant els fons de la Il·lustració valenciana. Alguns d'aquests documents han estat digitalitzats per la Universitat Politècnica de València i estan disponibles en xarxa.